# 黒竜丸
黒竜丸、黒龍丸は福井藩の蒸気船。同藩で唯一の蒸気船である。後、幕府海軍所属となった。
アメリカのトーマス・ハント商会により黄埔で建造された「Kumsing」を購入したもので、文久3年5月1日に引き渡しが完了し、5月10日に越前に着いた。購入価格は13万ドルとも12万5000ドルともされる。
「黒竜丸」は木製スクリュー式蒸気船で、資料により差異はあるが長さ52m、幅7.4m、深さ4m程度である
文久3年7月、「黒竜丸」は上京計画に関する熊本藩と薩摩藩への使者を運んだ。薩摩では「黒竜丸」を借りたいとの求めを受け、「黒竜丸」は薩摩藩へ借り出されている。
文久3年末から4年初めの将軍徳川家茂の軍艦による再上洛の際、「黒竜丸」も動員された。この時は幕府へ貸し出すという形になっており、塚本桓輔が艦長を務めた。
福井藩内では「黒竜丸」に対する不満があり、薩摩藩への売却案も出された。「黒竜丸」は幕府の人員輸送に従事するなど事実上幕府の輸送船となり、最終的に幕府へ金四万五千両で売却され、元治元年7月19日に幕府海軍所属となった。。
元治元年の天狗党の乱時、10月5日の追討軍などの那珂港攻撃の際に「黒竜丸」は艦砲射撃を実施した。
元治元年2月、輸送船との区別のため軍艦は「丸」を省いて呼ぶこととされた。この際、「黒竜」他5隻が軍艦とされている。
慶応3年10月、本牧沖で座礁した。後、売却され「金星丸」と改名。明治5年1月、北米へ漂着。